# Sowjetische Invasion der Mandschurei
Die sowjetische Invasion der Mandschurei und der Inneren Mongolei im August 1945 führte zusammen mit dem ersten Atombombeneinsatz zum Ende des Zweiten Weltkriegs und war Teil des Sowjetisch-Japanischen Kriegs. Dieser letzte Angriff der Sowjetunion besiegelte die endgültige Niederlage des kaiserlich japanischen Heeres im Pazifikkrieg. Für den von drei Fronten gleichzeitig durchgeführten Feldzug wurde ab den 1980er Jahren alternativ vom US-amerikanischen Militärhistoriker David Glantz die Bezeichnung Operation Auguststurm geprägt.
Nach dem Japanisch-Sowjetischen Grenzkonflikt von 1939 war diese an den Grenzen des japanischen Vasallenstaates Mandschukuo durchgeführte militärische Aktion gegen das Kaiserreich Japan eine militärische Fortsetzung, die von der Sowjetunion betrieben wurde. Im Kampf gegen die japanische Kwantung-Armee eroberte und besetzte die Rote Armee im August und September 1945 die Mandschurei und Mengjiang, Korea, die Präfektur Karafuto (Südsachalin) und die Kurilen.

## Vorgeschichte
Auf der im Februar 1945 tagenden Konferenz von Jalta hatte der sowjetische Staatsführer Stalin dem Drängen der Westalliierten nach einem Bruch des Neutralitätsabkommens mit Japan von 1941 nachgegeben und vereinbart, dass der Eintritt der Sowjetunion in den Pazifikkrieg drei Monate nach dem Kriegsende in Europa beginnen sollte.
Ab März 1945 begann die STAWKA, Streitkräfte aus Europa nach Fernost zu verlegen: Die Oberkommandos der Karelischen Front (Merezkow) und der 2. Ukrainischen Front (Malinowski) waren ausersehen, das Hauptquartier der Fernostfront zu verstärken und als 2. Fernost- und Transbaikalfront die Operationen zu organisieren. Nach dem Ende des Kriegs gegen das Dritte Reich wurden auch die 5., 39. und 53. Armee sowie die 6. Garde-Panzerarmee nach Fernost verlegt. Viele dieser Großverbände hatten jene Kampferfahrungen, die im schwierigen Operationsgelände der Mandschurei benötigt wurden. Einige hatten im sumpfigen Gelände Kareliens gekämpft, andere im Gebirge der Karpaten. Darüber hinaus wurde eine Vielzahl von Artillerie-, Pionier- und Panzerregimentern nach Osten verlegt. Ab März bis August 1945 rollten etwa 20 bis 30 Züge pro Tag auf der transsibirischen Eisenbahn nach Osten und beförderten diese und andere Verstärkungen an die Fernostfront.
Gemäß den Ergebnissen der Konferenz von Jalta begannen am 30. Juni die Verhandlungen zwischen der Regierung der UdSSR und China. Die Verhandlungen endeten erst am 14. August mit der Unterzeichnung eines Union- und Freundschaftsvertrages, der im vornherein die territorialen Verhältnisse zwischen beiden Staaten nach Beendigung der Kämpfe festlegte. In der Nacht des 8. August teilte der sowjetische Außenminister Wjatscheslaw Molotow dem japanischen Botschafter Satō Naotake mit, dass sich die Sowjetregierung ab dem 9. August im Krieg mit Japan befinde.

## Truppen

### Sowjetunion
Für die Gesamtleitung der Operationen an den Grenzen von Mandschukuo wurde das Oberkommando im Fernen Osten eingerichtet, als Oberbefehlshaber mit dem Hauptquartier in Chabarowsk wurde Marschall Alexander M. Wassilewski bestimmt, dem zusätzlich auch die Pazifikflotte (Admiral I. S. Jumaschew) unterstellt wurde. Die gesamten Streitkräfte der Roten Armee umfassten etwa 80 Divisionen mit 1,5 Millionen Soldaten, über 5000 Panzer (u. a. 3700 T-34), über 28.000 Artilleriegeschütze und 4.300 Flugzeuge. Etwa ein Drittel der sowjetischen Kräfte machten Unterstützungs- und Nachschubeinheiten aus.
Für die Offensive wurden drei neue Fronten der Roten Armee organisiert:
- Transbaikalfront, Marschall Rodion J. Malinowski (in der Inneren Mongolei und an der Westgrenze von Mandschukuo):
  - 17. Armee (Danilow)
  - 36. Armee (Lutschinski)
  - 39. Armee (Ljudnikow)
  - 53. Armee (Managarow)
  - 6. Gardepanzerarmee (Krawtschenko)
  - 12. Luftarmee (Chudjakow)
  - sowjetisch-mongolische mechanisierte Kavalleriegruppe Plijew (Mongolische Revolutionäre Volksarmee)
- 1. Fernostfront, Marschall Kirill A. Merezkow (an der Ostgrenze von Mandschukuo):
  - 1. Rotbanner-Armee (Beloborodow)
  - 5. Armee (Krylow)
  - 25. Armee (Tschistjakow)
  - 35. Armee (Sachwatajew)
  - 9. Luftarmee (Sokolow)
  - 10. Mechanisiertes Korps
- 2. Fernostfront, General Maxim A. Purkajew (an der Nordgrenze von Mandschukuo):
  - 2. Rotbanner-Armee (Terjochin)
  - 15. Armee (Mamonow)
  - 16. Armee (Tscheremisow)
  - 10. Luftarmee (Schigarjew)
  - 5. Besonderes Schützenkorps
  - Tschugujewsk-Gruppe
  - Amur-Flottille

Die sowjetischen Marinekräfte der Pazifikflotte umfassten 12 größere Schiffe, 78 U-Boote, zahlreiche Amphibienfahrzeuge, die an den Kämpfen beteiligte Amur-Flottille bestand aus Kanonenbooten und zahlreichen kleineren Schiffen.

### Japan
Die japanische Kwantung-Armee unter General Yamada Otozō war der strategisch-operative Verband, der den Vormarsch der Roten Armee stoppen sollte. Sie war als eine der Hauptarmeen des Japanischen Kaiserreiches der wichtigste Teil der japanischen Besatzungsarmee in der Mandschurei und Korea.
Die Kwantung-Armee umfasste mehr als 600.000 Mann, welche über 1.215 Panzerkampfwagen (meist Panzerwagen und leichte Panzer), 6.700 (leichte) Geschütze und 1.800 meist veraltete und zur Ausbildung genutzte Flugzeuge verfügten. Sie gliederte sich im Wesentlichen aus drei Regionalarmeen, einer unabhängigen Armee, zwei Eisenbahnregimentern und zwei Luftflotten:
- 2. Luftflotte
  - 15. selbständiges Geschwader
  - 101. selbständiges Ausbildungsgeschwader

- 5. Luftflotte
  - 13. Fliegerdivision
  - 105. selbständiges Ausbildungsgeschwader
  - 5. Luftwaffen-Nachrichteneinheit

- Festland-Eisenbahntruppen
  - 3. Eisenbahnregiment
  - 4. Eisenbahnregiment

1. Regionalarmee (General Kita Seiichi, im nordöstlichen Mandschukuo)
- 3. Armee (Generalleutnant Murakami Keisaku)
  - 79. Division (Generalleutnant Sadamasa Ota)
  - 112. Division (Generalleutnant Jikizo Nakamura)
  - 127. Division (Generalleutnant Ryutaro Koga)
  - 128. Division (Generalleutnant Yoshishige Mizuhara)

- 5. Armee (Generalleutnant Shimizu Noritsune)
  - 124. Division (Generalleutnant Masatake Shiina)
  - 126. Division (Generalleutnant Kazuhiko Nomijo)
  - 135. Division (Generalleutnant Hitomi Yoichi)

- 122. Division (Generalleutnant Akashika Tadashi)
- 139. Division (Generalleutnant Tominaga Kyoji)

4. Armee (Generalleutnant Uemura Mikio, im nördlichen Mandschukuo)
- 119. Division (Generalleutnant Shiozawa Kiyonobu)
- 123. Division (Generalleutnant Kitazawa Teijiro)
- 134. Division (Generalleutnant Izeki Jin)
- 149. Division (Generalleutnant Sasaki Toichi)
- 80. selbständige gemischte Brigade
- 131. selbständige gemischte Brigade
- 135. selbständige gemischte Brigade
- 136. selbständige gemischte Brigade

3. Regionalarmee (General Ushiroku Jun, im südwestlichen Mandschukuo)
- 30. Armee (Generalleutnant Iida Shojiro)
  - 39. Division (Generalleutnant Shinnosuke Sasa)
  - 125. Division (Generalleutnant Tatsuo Imari)
  - 138. Division (Generalleutnant Tsutomu Yamamoto)
  - 148. Division (Generalleutnant Motohiro Suemitsu)

- 44. Armee (Generalleutnant Hongo Yoshio)
  - 63. Division (Generalleutnant Kishikawa Kenichi)
  - 107. Division (Generalleutnant Abe Koichi)
  - 117. Division (Generalleutnant Suzuki Hiraku)
  - 9. unabhängige Panzer-Brigade

- 108. Division (Generalleutnant Iwai Torajiro)
- 136. Division (Generalleutnant Makamura Torn)
- 79. selbstständige gemischte Brigade
- 130. selbständige gemischte Brigade
- 134. selbständige gemischte Brigade
- 1. selbständige Panzerbrigade

17. Regionalarmee (Generalleutnant Kozuki Yoshio, verantwortlich für Korea)
- 34. Armee (Generalleutnant Kushibuchi Senichi)
  - 59. Division (Generalleutnant Fujita Shigeru)
  - 137. Division (Generalleutnant Akiyama Yoshisuke)
  - 133. selbständige gemischte Brigade

Keine Kampfbeteiligung:
- 58. Armee (Generalleutnant Nagatsu Sahishige)
  - 96. Division (Generalleutnant Yoshiro Tamada)
  - 111. Division (Generalleutnant Tamio Iwasaki)
  - 121. Division (Generalleutnant Yoshito Masai)
  - 108. selbständige gemischte Brigade
  - 109. selbständige gemischte Brigade

- 120. Division
- 150. Division
- 160. Division
- 320. Division
- 127. selbständige gemischte Brigade

Jede Regionalarmee der Kwantung-Armee bestand aus ein oder zwei Armeen und mehreren, dem Regionalarmeekommando direkt unterstellten Divisionen und selbstständigen gemischten Brigaden. Zusätzlich wurden die Japaner durch die 40.000 Mann starken Mandschukuo-Verteidigungskräfte, die sich aus acht schlecht ausgerüsteten und unzureichend ausgebildeten chinesischen Divisionen zusammensetzten, unterstützt. Korea, das nächste Ziel des Fernöstlichen Kommandos der Sowjets, wurde von der 17. Regionalarmee verteidigt.
Die japanische Marine trug nichts zur Verteidigung der Mandschurei bei, von deren Besetzung sie immer aus strategischen Gründen abgeraten hatte. Der Großteil der japanischen Kräfte bestand aus deutlich weniger Soldaten als vorgesehen und der Hauptteil ihrer schweren Geräte war für den Pazifikkrieg abgezweigt worden.
Der Großteil der verfügbaren Industrie und Rohstoffe Chinas lag in der Mandschurei. Die japanischen Einheiten konnten es allerdings nicht mit der Roten Armee aufnehmen, welche deutlich besser ausgerüstet und ausgebildet sowie taktisch überlegen war. Auch bestand diese zu einem nicht geringen Teil aus frischen Kräften, meist Rekruten. Das Armeehauptquartier gab Korea den Vorzug und die japanische Armee musste sich an der Nord- und Ostgrenze der Mandschurei in Position bringen, während die Westgrenze nur spärlich verteidigt wurde.

## Der Feldzug

Mandschurische Offensive 1945

Am 9. August um eine Minute nach Mitternacht transbaikalischer Zeit begannen die Sowjets gleichzeitig mit drei Fronten ihre Angriffe an der westlichen, östlichen und nordöstlichen Grenze von Mandschukuo. Die sowjetische 9. und 12. Luftarmee bombardierten die militärischen Einrichtungen und Kommunikationsverbindungen der Japaner in Harbin, Changchun und Jilin (Kirin). Im Morgengrauen begannen die Stoßgruppen der Transbaikal-Front über die Ostgrenze der Mongolischen Volksrepublik und über das Große Hinggan-Gebirge in Richtung auf Mukden und Changchun, die Armeen der 1. Fernost-Front aus dem Amur- und Ussuri Abschnitt und aus der Region Primorje (die Küstenregion) in den Richtungen auf Harbin und Kirin anzugreifen.
Der Feldzug wurde nach dem klassischen Zangenverfahren ausgeführt, wobei ein Gebiet von der Größe Westeuropas eingekesselt wurde.
Im Westen kämpfte sich die Rote Armee gemeinsam mit der Mongolischen Revolutionären Volksarmee über die Berge und die Wüsten der Mongolei voran, weit entfernt von ihren Versorgungslinien. Dies verwirrte die Japaner und sie wurden unvorbereitet überrascht. In den ersten 18 Stunden des Kampfes war der japanische Kommandant abwesend und der Kontakt zu anderen Einheiten brach kurze Zeit später ab; die japanische Armee hatte vermutet, die Invasion würde im Oktober beginnen und war deshalb nicht auf den Angriff der Sowjets vorbereitet. Zur gleichen Zeit sicherten sowjetische Luftversorgungstruppen Flugplätze und Stadtzentren beim Vormarsch der Bodentruppen; sie wurden auch dazu verwendet, Treibstoff an die Einheiten zu liefern, zu denen kein Bodenkontakt mehr möglich war.
Die im Norden operierende 2. Fernostfront unter General Purkajew spielte bei der Gesamtoperation eine unterstützende Angriffsrolle. Ihre Ziele waren die Städte Harbin und Qiqihar und die Verhinderung des geordneten Rückzugs – der im nördlichen Mandschukuo vorgelagerten japanischen 4. Armee – nach Süden.
Nach Wassilewskis Planung führte die Transbaikal-Front den Hauptstoß an der Westgrenze von Mandschukuo mit der 6. Garde-Panzerarmee in allgemeiner Richtung auf Mukden (heute Shenyang) um in der südlichen Zentralmandschurei die Verbindung zu den gleichzeitig aus dem Osten angreifenden Truppen der 1. Fernost-Front herzustellen.
Nachdem die Truppen der 1. Fernostfront und der Transbaikalfront die Stadt Changchun erobert hatten, sollte die 2. Fernostfront die Halbinsel von Liaodong angreifen und Port Arthur einnehmen. Die Operationszone zwischen der Transbaikal- und der 2. Fernost-Front wurde am Zusammenlauf des Flusses Gasimur in den Argun festgelegt.

### Offensive der Transbaikal-Front
Im Bereich der Transbaikal-Front gab es keine geschlossene Front, die Angriffskeile, welche gegen die japanische 3. Regionalarmee operierten, waren bis zu Hunderten Kilometern von ihren Nachbarn getrennt. Bei der Transbaikal-Front erzwang die 6. Garde-Panzerarmee mit dem 5. Garde-mechanisierten Korps (Generalmajor M. I. Saweljew)
den Durchbruch im Lubei-Tutsuan-Distrikt und führte zur Überraschung der Japaner die gepanzerten Verbände über die Pässe des Großen Hinggan Gebirges. Der von Generaloberst Krawtschenko kommandierte Hauptstoß war links durch die 39. Armee (Generaloberst I. I. Ljudnikow), rechts durch die 17. Armee (Generalleutnant A. I. Danilow) gedeckt. Die 17. Armee sollte aus dem Raum Jugodsyr in Richtung Dabanshan vorstoßen. Die 39. Armee griff südöstlich von Tsari-Bulag an, umging die Region von Halun-Argun und versuchte die japanische Gruppierung bei Solun nach Südosten zu umfassen. Die 36. Armee, am linken Flügel der Transbaikal-Front eingesetzt, griff in zwei Richtungen an: rechts von Staro Tzueruaytui über den Fluss Argun auf Hailar und links aus dem Gebiet Otpor auf Zhalainor (Zalantun). Dazwischen hatten die Japaner zwei befestigte Räume etabliert, die umgangen wurden. Widerstand gab es zunächst nicht, erst bei der Annäherung an die Stadt Hailar brachen hartnäckige Kämpfe aus. Hier hatten die Japaner die Zugänge mit Minenfeldern, Drahtbarrieren, Panzerabwehrgräben und Steilhängen gesichert.
Die hartnäckigsten Kämpfe entbrannten im Abschnitt der 36. Armee des Generalleutnants A. A. Lutschinski. Während der ersten Phase versuchten zwei Stoßgruppen die japanische Verteidigung zu umgehen. Die erste Gruppe hatte in Richtung Hailar und die zweite Gruppe über den Großen Hinggan-Gebirge südlich der Straße Halung-Arshaan und gegen die befestigte Zone von Wuchakou vorzugehen.
Die Verbände des 5. Garde- und 113. Schützenkorps (Generalleutnants N. N. Oleschew und I. S. Besugli) schritten von der südlichen Hochebene des Tamsag-Bulag entlang der kleinen Dörfer Dzurkin Harul am Fluss Seldschin Gol und Boto Nela am Fluss Urgen Gol vor, um die Linie Tihonera-Kakusupera zu erreichen. In der Hauptangriffsachse und an der Spitze der 36. Armee, die in Richtung auf Solun angesetzt war, operierte die 61. Panzerdivision, welche in zwei Tagen zügig 45 Kilometern vorstoßen konnte. Gleichzeitig führte das 94. Schützenkorps (Generalmajor J. I. Popow) der rechten Flügel einen sekundären Angriff vom nördlichen Kamm des Tamsag-Bulag zu den kleinen Weilern Koragan, Bain Chaumiao und Tappi Bancha und versuchten Hailar von Norden zu erreichen. Während der zweiten Phase griffen die beiden Angriffsgruppen der 36. Armee, Solun und Hailar an. Am Morgen des 11. August war es möglich, den Bahnhof, ein Kraftwerk und die Militärstadt Higlar zu besetzen. Am 13. August erreichten Truppen der 39. Armee die Städte Solun und Vanjao und betraten die zentrale Mandschurei.
Auf der rechten Flanke der 36. Armee schuf der Kommandant am 14. August eine Kampfgruppe, die aus den 94. und 293. Schützendivision und zwei separaten Artillerie- und Maschinengewehr-Brigaden bestand, um die sich haltenden Überreste der Japaner niederzuringen. Die Kämpfe in der befestigten Zone Hailar dauerten bis zum 17. August und endeten mit der vollständigen Zerstörung der japanischen Garnison, wovon noch über 3800 Mann gefangen wurden.
Am 14. August standen die Einheiten der 39. Armee, die entlang der Eisenbahn vorrückten, 40 km von der Stadt Baychen (Taoan) entfernt. Die 17. Armee besetzte Lam-Khure-Suma und richtete ihre Spitze nach Dabanshan und rückte bis 15. August weiter in Richtung Chifeng vor. Der rechten Frontflügel – die Mechanisierte Kavalleriegruppe Plijew – durchquerte völlig separat das Wüstengelände der Inneren Mongolei in Richtung auf Dolonor und die Große Mauer, wo die Verbindung zur rot-chinesischen 8. Marscharmee hergestellt werden sollte. Diese Kavalleriegruppe umfasste neben sowjetische Truppen (59. Kavallerie-Division, 43. Panzer-Brigade, 25. und 27. motorisierte Schützen-Brigaden) auch Truppen der verbündeten Volksarmee der Mongolischen Republik (5., 6., 7. und 8. Kavallerie-Division, 7. gepanzerte Brigade, 3. Artillerieregiment). Das größte Problem wurden dabei die eigenen Versorgungslinien. Diese Formationen unter Generaloberst Plijew und Tschoibalsan besiegten die japanischen Truppen im befestigten Gebiet von Halun-Arshan, besetzte Dolonnor und begannen am 15. August den Kampf um Zhangbei und Kalgan.
Nachdem sie das Große Hinggan-Gebirge überwunden hatten, besetzten am 17. August die Truppen der 36. Armee die Städte Boketu, Yalu und Zhalantun, am 19. August erreichten die vorn eingesetzte 205. Panzerbrigade die Stadt Qiqihar, der andere Flügel kämpfte derweil im befestigten Raum von Hailar. Vom 15. bis 17. August verteidigte sich die japanische Garnison des befestigten Gebiets Hailar weiterhin hartnäckig, trotzdem fiel die Stadt Hailar am 18. August an die Rote Armee.
Der schnelle Vormarsch der 6. Garde-Panzerarmee führte dazu, dass ihre Nachschubwege extrem ausgedehnt waren (bis zu 700 km), Munition und Treibstoff konnten nicht mehr rechtzeitig nachgeliefert werden. Auf der Linie Lubei – Tuquan musste Krawtschenkos Panzertruppen fast zwei Tage lang anhalten, um ihre Versorgung zu gewährleisten. Kurzfristig wurde beschlossen, die vordersten mobilen Truppen mit Hilfe der Luftstreitkräfte zu versorgen.
Am 15. August nahm die 6. Garde-Panzerarmee ihre Offensive in Richtung Shenyang und Changchun wieder auf, dahinter folgte jetzt die 53. Armee (Generaloberst I. M. Managarow) mit dem 18. Garde-, dem 49. und 57. Schützenkorps als zweite Staffel.
Die mechanisierte Kavalleriegruppe Plijew kämpfte Mitte August bereits in der Gegend von Kalgan. Am 16. August wurde die 53. Armee in die 400 km breite Lücke eingeschoben, die durch den schnellen Vormarsch zwischen der 17. und 39. Armee entstanden war und sollte die Gegend von Kailu erreichen.

### Offensive der 1. Fernostfront
Die 1. Fernostfront unter Marschall Kirill Merezkow bildete die östliche Hälfte der Zangenbewegung. Die vorderen Aufklärungsabteilungen der 1., 2. Fernost- und Transbaikal-Front überschritten am 9. August unter widrigen Wetterbedingungen (häufige und starke Regenfälle) die Staatsgrenze. Um die Taiga besser durchgängig zu machen, mussten eigene Spezialeinheiten für die Artillerie den Weg durch Waldabschnitte freimachen. Die Truppen der 35. Armee, nordöstlich des Chankasees angesetzt, überquerten die Flüsse Ussuri und Sungatscha und rückten am ersten Tag 10 Kilometer tief Richtung Mishan vor. Die sowjetischen Truppen umgingen die japanischen Garnisonen der am stärksten befestigten Räume, die beim ersten Angriff nicht genommen werden konnten. Sie wurden durch separate Einheiten blockiert, die durch Artillerie verstärkt wurden. Einzelne japanische Garnisonen widersetzten sich hier noch bis zum 26. August. Die mobilen Kräfte an der Front konnten trotz schwer überwindbarer Berggebiete und Waldflächen in zwei Tagen mit ihren Angriffskeilen bis auf 75 km Tiefe vorstoßen. Die Flugzeuge der 9. Luftarmee unterstützten die Bodentruppen, welche gegen die befestigten Räume Khutou, Pogranichnaya, Dunnin und andere Siedlungen stürmten. Bomberflugzeuge führten massive Angriffe auf die Städte Hutou, Changchun und Mudanjiang durch, die sowjetischen Kampfflugzeuge hatte die völlige Luftherrschaft.
Das wichtigste Ziel der die 1. Fernostfront bestand darin, sich mit den Streitkräften der Transbaikalfront in Changchun und Jilin zu verbinden und die Masse der Kwantung-Armee zu spalten und abzuschneiden. Die Streitkräfte der 1. Rotbanner- und 5. Armee rückten zügig 100 km tief in die Mandschurei ein und begannen den Angriff auf Mudanjiang. Sobald Mudanjiang erobert war, sollte die Truppe in Richtung der Städte Kirin, Changchun und Harbin vorrücken. Als sekundäres Ziel hatte die Front die Aufgabe mit ihrem linken Flügel (25. und 35. Armee) die japanischen Truppen am Rückzug nach Korea zu hindern und dann bis zum 38. Breitengrad auf die koreanische Halbinsel vorzudringen. Am linken Flügel führte die 25. Armee den Angriff in Richtung Hunchun und Antu, mit dem Ziel, anschließend die koreanischen Häfen Ranan und Seishin zu erobern; ein Teil dieser Streitkräfte nahm am 12. August den koreanischen Hafen von Racine ein.
Das 26. Schützenkorps und die 257. Panzerbrigade rückten am Fluss Mudanjiang vor und brachen in die Stadt Mudanjiang ein. Die Truppen der sowjetischen 5. Armee durchbrachen die stark befestigte japanische Verteidigung, nahmen die Stadt Mulin ein und entwickelten aus dem Osten die Offensive gegen Mudanjiang, das eine große operative und strategische Bedeutung hatte. Die Japaner hofften sich halten zu können, die Stadt als Wellenbrecher zu benutzen und so den Durchbruch der sowjetischen Truppen in die zentrale Mandschurei zu verhindern. Der Widerstand der japanischen Truppen war so stark, dass das 26. Schützenkorps gezwungen war, Teile der besetzten Stadt wieder zu verlassen und sich um 8–10 km zurückzuziehen. Das sowjetische Kommando gruppierte seine Streitkräfte um, der Angriff auf Mudanjiang wurde neu organisiert. Bis zum Abend des 14. August überschritten die sowjetischen Truppen auch den Fluss Mulin, die japanische 5. Armee erlitt schwere Verluste. Eine schnelle Überwindung des Großen Khingan, der Wüste der inneren Mongolei, und mehrerer großer Flüsse sowie der Einbruch der Roten Armee in die mandschurische Ebene konfrontierte das japanische Oberkommando mit der sich abzeichnenden Niederlage der Kwantung-Armee.

### Kapitulation der Japaner
Die Kämpfe dauerten nur etwa eine Woche, bis zu Kaiser Hirohitos Gyokuon-hōsō (= die Rundfunkansprache zur bedingungslosen Kapitulation Japans) am 15. August, die für den nächsten Tag den Waffenstillstand in der Region anordnete. Am 18. August wurde per Funk der Befehl des Generals Yamada an die japanischen Truppen übermittelt, den Widerstand zu beenden, danach begannen die japanischen Truppen in vielen Abschnitten der Front zu kapitulieren. Auch im befestigten Gebiet Hailar hörte der japanische Widerstand auf, wo 3.823 Soldaten und Offiziere kapitulierten.
Am Morgen des 19. August landete ein sowjetisches Flugzeug mit der Sondermission unter Oberst I. T. Artjomenko auf dem Militärflugplatz Changchun und machte sich in Begleitung seines Stabes auf den Weg in das Hauptquartier der Kwantung-Armee. Um 11 Uhr landete eine 500 Mann starke Luftlandetruppe unter dem Gardemajor P. N. Avramenko und sicherte denselben Flugplatz. Nach kurzen Verhandlungen mit Vertretern der Roten Armee unterzeichnete General Yamada die Kapitulationsurkunde der Kwantung-Armee. Außerdem sprachen auf Ersuchen des sowjetischen Kommandos General Yamada und der Premierminister von Mandschukuo Jing-hui im Radio mit der Bevölkerung und verkündeten die Kapitulation. Die sowjetischen Truppen waren zu diesem Zeitpunkt schon weit nach Mandschukuo vorgestoßen, kämpften jedoch weiter und drangen nun, nahezu widerstandslos, in das Kerngebiet Mandschukuos vor, wo sie am 20. August Mukden, Xinjing und Qiqihar einnahmen. Zur gleichen Zeit wurde das Gebiet von Mengjiang von der Roten Armee und ihren mongolischen Verbündeten erobert und Hohhot rasch eingenommen.
In Mukden wurde am 19. August der sich auf der Flucht befindliche und abgedankte Kaiser Puyi von Mandschukuo von sowjetischen Luftlandetruppen gefangen genommen.

### Landungen in Korea, auf Sachalin und den Kurilen

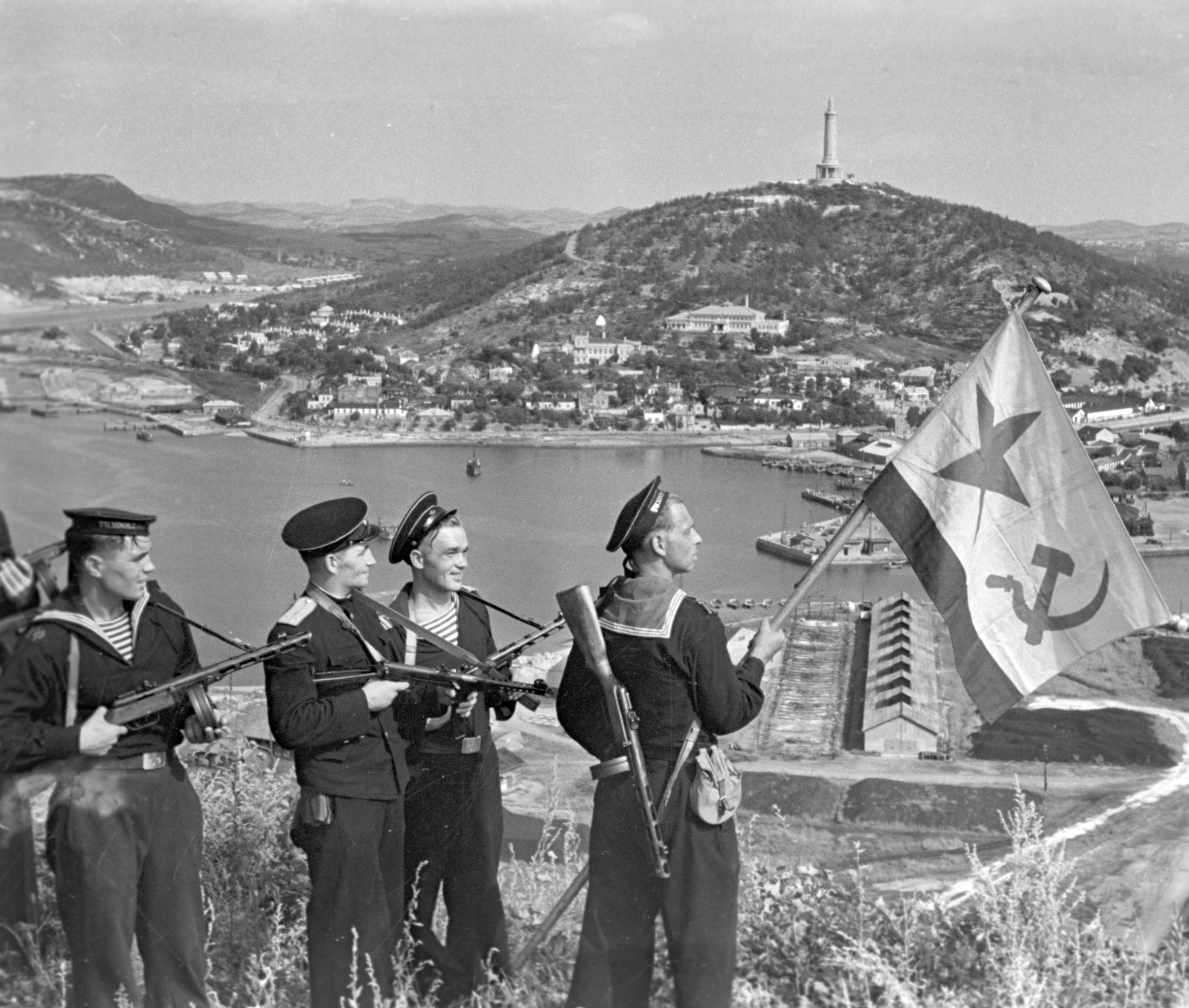
Soldaten der Pazifikflotte in Port Arthur, 1. Oktober 1945

Am 18. August wurden zur Vorbereitung des Vormarsch der sowjetischen Bodentruppen einige amphibische Landungen durchgeführt: drei im Norden Koreas, eine in Sachalin und eine auf den Kurilen. Dies hatte zur Folge, dass – zumindest in Korea – die Bodentruppen der Sowjets beim Angriff auf dieses Gebiet bereits von anderen sowjetischen Einheiten erwartet wurden. In Sachalin und auf den Kurilen führte dies zu einer unmittelbaren Errichtung sowjetischer Souveränität.
Am 21. August wurde Dalian und am 22. August Port Arthur durch die 22. Garde-Panzerbrigade (Oberst Ivan K. Ostapenko) des 5. Garde-mechanisierten Korps im Zusammenwirken mit Luftlandetruppen besetzt. Der Vormarsch auf dem Landweg durch Korea wurde kurz vor dem Yalu-Fluss, dem geographischen Beginn der Halbinsel Korea, abgebrochen, da die Luftversorgung hier endete. Die Truppen der 25. Armee unter General Tschistjakow konnten kurzfristig die Kontrolle im Norden der Halbinsel ausüben. Das Ziel, die gesamte Halbinsel zu erobern, wurde jedoch unerreichbar, als amerikanische Truppen am 8. September bei Incheon landeten.
Auch die Insel Hokkaidō wurde nicht erobert, obwohl sowjetische Pläne dies vorgesehen hatten.

## Kriegsverbrechen
Viele japanische Siedler nahmen sich das Leben, bevor die Sowjets ihre Gebiete eroberten. Mütter wurden von der japanischen Armee gezwungen, ihre Kinder zu ermorden, bevor sie sich selbst töteten. An der Ermordung der Kinder beteiligte sich gelegentlich auch die japanische Armee selbst. Verwundete Soldaten wurden zurückgelassen.
Britische und US-amerikanische Berichte sagten aus, dass die sowjetischen Truppen, die die Mandschurei eroberten, die Menschen in Mukden terrorisierten und ihre Häuser niederbrannten. Die sowjetische Regierung hätte drei Tage der Vergewaltigung und der Plünderung gestattet. Die kommunistische Partei Chinas soll sich bei den Sowjets über die Vergewaltigungen und Plünderungen beschwert haben.
Konstantin Asmolow vom Center for Korean Research of the Russian Academy of Sciences weist diese Vorwürfe zurück. Dokumente über Gerichtsverfahren gegen Plünderer und andere Gewalttäter zeugen seinen Worten nach davon, dass das Ausmaß dieser Vorfälle im Gegensatz zu Deutschland wesentlich kleiner war.

## Ergebnisse
Die erfolgreiche sowjetische Operation in der Mandschurei führte zusammen mit den amerikanischen Atombombenabwürfen auf Hiroshima und Nagasaki (6. und 9. August 1945) den Japanern vor Augen, dass sie keine Möglichkeit hatten, ihre Niederlage im Zweiten Weltkrieg abzuwenden. Einige Historiker, besonders aus China und der ehemaligen Sowjetunion, sehen den Verlust der Mandschurei und den damit verbundenen totalen Machtverlust in China als einen entscheidenden Faktor bei der Kapitulation Japans, teilweise sogar als den Hauptgrund. Sie sind der Ansicht, dass die Japaner erst nach der überraschend schnellen Niederlage ihres letzten einsatzfähigen Armeeverbandes in der Mandschurei gegenüber den Alliierten kapitulationsbereit waren.
Die sowjetisch besetzte Mandschurei war später das Hauptquartier von Mao Zedongs Einheiten, die schließlich 1949 siegreich aus dem Chinesischen Bürgerkrieg hervorgingen. Der militärische Erfolg von Mao in der Mandschurei verhinderte aber auch, dass Stalins Truppen dort Stützpunkte erhielten, die ihnen von den westlichen Alliierten versprochen worden waren, da das gesamte Gebiet nun in den Besitz der Volksrepublik China überging. Allerdings bauten die sowjetischen Besatzer vor dem Verlassen des Gebietes die als wertvoll angesehenen Industrieanlagen der Mandschurei ab, nachdem solche Güter in der vom Krieg seit 1941 schwer in Mitleidenschaft gezogenen Sowjetunion dringend benötigt wurden.
Wie in der Konferenz von Jalta vereinbart, waren die Sowjets innerhalb von drei Monaten nach der deutschen Kapitulation in den Krieg eingetreten, weshalb ihnen Sachalin, die Kurilen, Port Arthur und Dalian überlassen wurden. Die Gebiete auf dem asiatischen Festland wurden 1955 der Volksrepublik China übergeben, die anderen Besitzungen sind bis heute Teil des Rechtsnachfolgers der Sowjetunion, der Russischen Föderation.

## Benennung und militärhistorische Aufbereitung
Die militärhistorische Bezeichnung „Operation Auguststurm“ (im Original: Operation August Storm) entstand erst im Jahre 1983 durch den US-amerikanischen Armeehistoriker LTC David Glantz, der den Begriff im Titel einer Veröffentlichung über den Konflikt einführte. Die Militäroperation selbst wurde unter der offiziellen sowjetischen Bezeichnung Манчжурская стратегическая наступательная операция (Mantschschurskaja strategitscheskaja nastupatelnaja operazija, Mandschurische strategische offensive Operation) geführt. Militärhistorische Veröffentlichungen unter der gelegentlich verwendeten amerikanischen Bezeichnung weisen sich damit als frühestens 1983 veröffentlicht aus.